# Stark Ervin
Stark Ervin (Nyírbogdány, 1922. augusztus 27. – Budapest, 1995. július 22.) magyar orvos, endokrinológus, fiziológus, patológus, az orvostudomány doktora, a Magyar Tudományos Akadémia rendes tagja. Fő kutatási területe a belső elválasztású mirigyek, elsősorban az agyalapi mirigy és a mellékvesekéreg működését szabályozó neurális és humorális mechanizmusok feltárása, a hormonok kiválasztódása és hatásmódja volt. Három évtizeden keresztül (1958–1989) volt az MTA Kísérleti Orvostudományi Kutatóintézet meghatározó vezető kutatója.

## Életútja
Stark Dávid marhakereskedő és Tischler Regina fiaként született. A Nyíregyházi Királyi Katolikus Gimnáziumban érettségizett (1941). 1946-tól a Debreceni Tudományegyetem Orvostudományi Karán végezte tanulmányait, ezzel párhuzamosan, 1946-tól 1951-ig az egyetem Went István vezette élettani intézetének demonstrátoraként, majd gyakornokaként dolgozott Kesztyűs Loránd közvetlen irányítása alatt. 1950-ben szerezte meg orvosi oklevelét. 1951-től a Budapesti Orvostudományi Egyetem I. számú belgyógyászati klinikáján töltötte aspirantúráját, Rusznyák István mentoráltjaként. 1954-ben kinevezték az MTA Kísérleti Orvostudományi Kutatóintézet (KOKI) tudományos munkatársává, ahol a munkát a kórélettani osztályon kezdte meg. 1956-ban megszerezte az orvostudomány kandidátusa címet. 1958-tól 1970-ig a kutatóintézet igazgatóhelyettese volt, de a kórélettani osztályon is tovább dolgozott mint annak helyettes vezetője, illetve 1968 után vezetője. Időközben 1969-ben sikeresen megvédte az orvostudomány doktora címet is. 1970-től 1989-ig igazgatóként irányította, 1990 után kutatóprofesszorként támogatta az intézetben folyó tudományos munkát.

## Munkássága
Fő kutatási területe a belső elválasztású mirigyek élettani szerepének, idegi szabályozásának vizsgálata volt, de klinikai kutatásai kiterjedtek az endokrinológiai elváltozások kórtanára és gyógyászatára is. Már pályája legelején az egyes hormonok élettani hatásmechanizmusával, az anyagcsere-folyamatokban játszott szerepével foglalkozott, s ez kijelölte tudományos, kutatóorvosi pályájának fő vonulatát is. A legjelentősebb eredményeket a homeosztázis fenntartásában közreműködő, az agyalapi mirigyben elválasztódó adrenokortikotrop hormon (ACTH) vizsgálatában érte el. A biológiai szerveződés különféle (sejti, szöveti, szervi, szervezeti) szintjein tanulmányozta az ACTH elválasztódását és hatásmechanizmusát az emberben és más emlősökben. Vizsgálta az elválasztásban szerepet játszó afferens idegpályákon zajló neurális folyamatokat, felismerte a stressz kiváltotta ACTH-termelődés extraadrenális hatásait (pl. a petefészken átfolyó vérmennyiség jelentős megnövekedése). Ezenkívül leírta a mellékvese kéregállományának finomszerkezetét és kortikoidtermelő képességét, továbbá feltárta a kortikoidok visszacsatoló szerepét a stressz kiváltotta ATCH-elválasztásban.
Pályája során könyvei mellett mintegy háromszáz szakcikke, közleménye jelent meg. 1975-től az Acta Medica Hungarica főszerkesztője volt.

### Társasági tagságai és elismerései
1973-ban a Magyar Tudományos Akadémia levelező, 1982-ben rendes tagjává választották. Már 1959-től titkára volt az MTA élettani bizottságának, majd 1974-től elnöke az endokrinológiai és anyagcsere-bizottságnak. 1978-tól 1990-ig vezetőségi tagja volt a Magyar Endokrinológiai és Anyagcsere Társaságnak. Nemzetközi elismertségét tanúsítja, hogy tagja volt a Nemzetközi Neuroendokrinológiai Társaságnak (ISNE), az Európai Komparatív Endokrinológiai Társaságnak (ESCE), a londoni Királyi Orvosi Társaságnak (RSM) és a Francia Endokrinológiai Társaságnak (SFE).
A hipofízis–mellékvesekéreg rendszer működését szabályozó mechanizmusokat, valamint a mellékvesekéreg-hormonok szerepét, patológiás folyamatait vizsgáló kutatásaiért 1964-ben elnyerte az Akadémiai Díj harmadik, 1966-ban első fokozatát. 1972-ben elnyerte a Brnói Egyetem Selye-emlékérmét, 1983-ban a Went István-emlékérmet vehette át. 1974-ben címzetes egyetemi tanári címet kapott a Semmelweis Orvostudományi Egyetemen.

### Főbb művei
- Adatok a mellékvesekéreg élettanához, különös tekintettel a magasabb idegműködés befolyására. Budapest: k. n. 1956.
- Endocrinology, neuroendocrinology, neuropeptides I–II. Budapest: Akadémiai. 1981.   (szerzőtársakkal)
- Az ACTH akut hatása a petefészekre ösztruszos patkányokban és aranyhörcsögökben. Pécs: k. n. 1987.